# Powerbomb

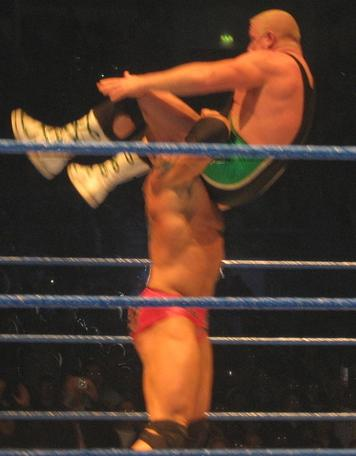
Batista realizando la Batista Bomb (Sitout powerbomb) a Finlay.

Una powerbomb es un movimiento de lucha libre profesional en el que el oponente se halla agachado con su cabeza entre las piernas del luchador atacante y este rodea su abdomen con los brazos para levantarlo hasta sentarlo sobre los hombros del usuario mirando en dirección contraria a él, e impactar su espalda o cuello contra la lona. Un pinfall puede ser conseguido en esta posición.
Las powerbombs son usadas en competiciones de artes marciales mixtas para deshacer un triangle choke de otro luchador.

## Variaciones

### Apron powerbomb
El luchador aplica un powerbomb cuando apunta al oponente hacia el filo del borde del ring para impactar su espalda. Ya sea que el que lo aplica se sitúe en el espacio que hay en el borde del ring o desde el suelo abajo del ring siempre para impactar hacia el borde del ring. 
Este movimiento fue popularizado por Kevin Owens en WWE. 

### Argentine powerbomb
El luchador levanta a su oponente y lo pone boca arriba sobre sus hombros, como en un argentine backbreaker rack, agarra un brazo y una pierna y, con un giro, lanza la cabeza del rival lejos de sí, haciendo caer al oponente en la lona. Existe también una versión sitout de este movimiento. Fue popularizada por A.J. Styles bajo el nombre de Rack Bomb.

### Chokebomb
También conocida como un sitout two-handed chokeslam o un choke driver. El movimiento más común referido como chokebomb ve al luchador atacante tomar el cuello del adversario con ambas manos y levantarle en el aire. En esa posición el usuario atrae el cuerpo del oponente hacia él para impedir que detenga el impacto con las piernas, y se deja caer, de rodillas o sentado, para impactar la espalda del oponente contra la lona causando dolor en la espalda y la cabeza. En la posición resultante un intento de pinfall puede ser realizado.  Este movimiento fue ocupado por Matt Bloom en todos sus personajes dentro de WWE.

### Crucifix powerbomb

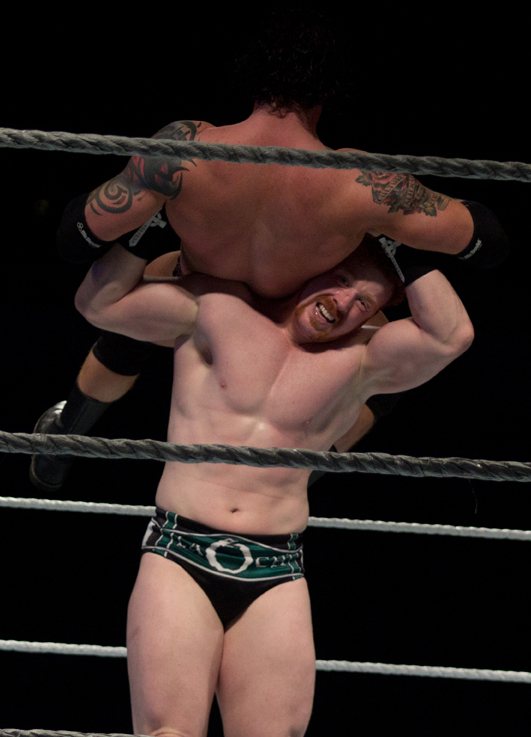
Sheamus realizando su High Cross a King Barrett.

El usuario sitúa la cabeza del oponente entre sus piernas para agarrar su abdomen con los brazos y levantarlo hasta voltearle sobre su hombro; entonces, este agarra los brazos del oponente para elevarle y dejarle en una posición de cruz. El luchador finalmente corre o se deja caer sobre sus rodillas para tirar a su oponente a la lona, quien impacta sobre su espalda o cabeza. Sheamus emplea la variación en la que se corre, renombrando el movimiento como High Cross. La versión en la que el luchador se deja caer es normalmente asociada con Razor Ramon, quien la llamó  Razor's Edge (también conocida como Outsider's Edge o Diamonds Edge durante su estancia en WCW bajo el nombre de Scott Hall).

#### Sitout crucifix powerbomb
Conocida popularmente como Niagara Bomb, Splash Mountain y Black Tiger Bomb, esta powerbomb es similar a la anterior, pero en esta el usuario se deja caer sentado mientras impacta al oponente contra el suelo. Esto además proporciona una posición de pinfall. Este movimiento es usualmente usado por Roman Reigns como un movimiento de firma y era normalmente ocupado por Matt Hardy y Eddie Guerrero. Una versión desde el esquinero es ocupada por Konnan también.

#### Throwing crucifix powerbomb
Conocida como Border Toss, en esta variante el usuario, al levantar al oponente, lo catapulta frontalmente lanzando los brazos hacia delante para que el contrincante caiga lejos al suelo. Es usado como movimiento final más notablemente por Shawn Hernández.

### Double underhook powerbomb
También conocida como Tiger Bomb. Tras meter la cabeza del oponente entre las piernas o bajo la axila del usuario, este engancha los brazos del contrincante. En esa posición el luchador alza al oponente hasta que la espalda de este toque su pecho; entonces, debe inclinarse hacia atrás para que el oponente gire e impacte de espalda contra la lona. También existe una versión sitout de este movimiento, conocida también como Tiger Driver.

### Elevated powerbomb
Este movimiento es similar a una powerbomb normal y corriente. En él, el usuario mete la cabeza del oponente entre sus piernas y agarra su abdomen para sentarlo sobre sus hombros. Pero llegado este momento el usuario extiende verticalmente sus brazos para alzar a su oponente de pie sobre sus hombros, y acaba lanzándolo contra la tela. Este tipo de powerbomb requiere una gran cantidad de fuerza para ser usado, aunque también se puede usar para revertir un elevated mounted punches de un oponente en el rincón deslizando los brazos por debajo de él para alzarlo. Este movimiento fue popularizado entre 2000 y 2004 por The Undertaker como el "Last Ride", en su etapa de motero rebelde, cuando utilizaba este movimiento como finisher habitual en lugar del Tombstone Piledriver. Lo utilizaba de manera esporádica hasta su retiro de la WWE.

### Falling powerbomb
En esta modalidad de la powerbomb, cuando el oponente está sobre los hombros del rival, este se deja caer hacia delante
aterrizando sobre las rodillas y el pecho, para añadir potencia al golpe del oponente contra el suelo. Esta técnica fue usada por Kane

### Fireman's carry powerbomb
El usuario levanta al oponente atravesado sobre sus hombros y, dando un giro, lo deja caer ante sí sobre la lona. Esta técnica es usada por Evil bajo el nombre de Darkness Falls.

### Ganso bomb
El usuario mete la cabeza del oponente entre las piernas, agarra su abdomen y lo alza de él hasta sentarlo sobre sus hombros. Entonces, sin soltar sus piernas, se le deja caer hacia delante de modo que el rival penda cabeza abajo ante el atacante, que se deja caer de rodillas para hacer chocar la parte superior de la espalda y el cuello del oponente en diagonal contra el suelo.
Este movimiento fue innovado accidentalmente por Toshiaki Kawada cuando intento realizar una powerbomb corriente a Mitsuharu Misawa, pero debido a una lesión de brazo no pudo levantarlo completamente y el movimiento terminó de la manera descrita. El movimiento fue adoptado después por el mismo Misawa en una variante double underhook, y fue usado hasta su muerte. En la actualidad esta técnica es usada muy esporádicamente, debido a su alta peligrosidad y al casi seguro riesgo de lesiones que produce.

### Gutwrench powerbomb
El usuario hace inclinarse al oponente ante él y rodea con un brazo el abdomen del oponente. Tras esto, lo levanta rotándolo sobre un hombro y se deja caer para hacer chocar al rival contra el suelo. Este movimiento fue innovado por Test y después usada en 2010 por el joven talento y “The American American” Jack Swagger.

### Leg trap powerbomb
En este movimiento, el usuario se agacha ante el oponente y agarra su pierna; entonces, se incorpora todavía agarrándolo para levantarlo y, estirando el brazo para alzar al oponente sobre el hombro, lo deja caer hacia delante. Esta técnica requiere más esfuerzo que la powerbomb normal, pero puede llegar a conseguir mayor impacto.

### Multiple powerbombs
En esta variación de la powerbomb el luchador realiza una sobre el oponente pero sin soltarlo después del impacto. Entonces tira de él para alzarlo de nuevo sobre los hombros e impactarlo otra vez, pudiendo realizarse esto varias veces seguidas. Fue usado como movimiento de firma por Brock Lesnar y Chris Jericho

### One shoulder powerbomb
El usuario hace agacharse al oponente ante él metiendo su cabeza entre las piernas, agarra su abdomen y lo levanta hasta situarlo sobre uno de sus hombros. Entonces, desde esa posición, realiza cualquier tipo de powerbomb, como la falling, sitout o demás. Esta técnica fue innovada por Atsushi Onita bajo el nombre de Thunder Fire Powerbomb.

### Package reverse powerbomb
En esta variante de la reverse powerbomb, conocida como Phoenix-Plex y Steenalizer, el usuario mete la cabeza del oponente agachado entre sus piernas, rodea su torso con los brazos y lo levanta volteándolo hasta sentarlo sobre sus hombros, mirando en dirección contraria al luchador atacante. Entonces, el usuario agarra la cabeza del oponente y tira de ella hacia atrás para inclinarlo hacia abajo mirando hacia la espalda del usuario, encogiendo al oponente en una bola. En esa posición, el luchador se deja caer hacia atrás, descargando al oponente contra el suelo de modo que impacte con su espalda y con su cuello doblado.

### Maposaso powerbomb
El usuario hace agacharse al oponente ante él y agarra sus brazos, metiéndolos entre las piernas del rival para inmovilizarlo. Entonces, el luchador tira de ellos hacia arriba, sujetando sus piernas por la articulación de la rodilla, para voltear frontalmente al oponente y alzarlo hasta situarlo cabeza abajo con su espalda contra el pecho del usuario en una posición estable. El atacante continúa tirando hasta sentar al oponente sobre los hombros y, tras ello, impactarlo contra el suelo dejándose caer.

### Rope aided powerbomb
Esta técnica se usa como contraataque: cuando el usuario agarra las piernas del oponente, boca arriba sobre la tela, y él se agarra a las cuerdas, el luchador atacante tira de sus piernas hasta alzar al rival a la altura de sus hombros y dejarlo caer.

### Roll-up Powerbomb
En esta variante el luchador pasa uno de sus brazos por entre las piernas del rival y sin sacarlo lo toma también con su mano libre y lo levanta con ambas para luego dejarse caer sentado en forma de sitout powerbomb 

#### Corner sitout powerbomb
Cuando el oponente está subido al turbuckle mirando hacia fuera del ring, generalmente aplicando un elevated mounted punches o a punto de un corner slingshot splash o similar, y el oponente está debajo de él, entonces se levanta y coge las piernas del oponente, situándolas sobre sus hombros, y se deja caer sentado en una sitout powerbomb. Entonces puede realizar un intento de pinfall.

### Scoop powerbomb
El luchador atacante mete un brazo entre las piernas del rival y otro sobre un hombro para llegar con ambos a la espalda y alzar al oponente perpendicularmente sobre el pecho del usuario. Entonces este eleva más al oponente y agarra una pierna para situarla sobre su hombro y sentar al oponente sobre ambos en la posición clásica de powerbomb., para luego dejarse caer sentado, de rodillas y con más variaciones.

### Sitout powerbomb
En esta modalidad de la powerbomb, cuando el oponente está sobre los hombros del rival, este se deja caer sentado para añadir potencia al golpe del oponente contra el suelo. Este es el movimiento final de Batista, quien lo bautizó bajo el nombre de Batista Bomb.

### Slingshot powerbomb
El usuario levanta al oponente en una powerbomb normal, pero entonces deja caer sin soltarlo al oponente sobre una de las cuerdas y, aprovechando el rebote, gira y se deja caer. Existe una variación de esta movida en la que ,luego del rebote, el usuario cae sentado; usada ocasionalmente por el luchador de WWE, The Miz.

### Spinebomb
En esta variante, la powerbomb tradicional es transicionada con un spinebuster.

### Spinning powerbomb
En esta variación el luchador levanta al oponente en una powerbomb normal. Cuando el oponente se halla ya sentado sobre los hombros del usuario, este empieza a girar para marearlo antes de hacerlo caer en el ring.

### Spin-out powerbomb
Conocida como Blue Thunder Bomb y más técnicamente como belly to back suplex powerbomb, en esta técnica el usuario mete su cabeza bajo el brazo de un oponente de espaldas a él y lo levanta sobre un hombro. Entonces gira al oponente 180° agarrando una de sus piernas y lo suelta para que impacte contra la lona.

### Standing powerbomb

Ejecución de una standing powerbomb.

En este tipo de powerbomb el oponente es lanzado al suelo mientras el oponente se halla de pie. Es también conocida como release powerbomb y standing release powerbomb.

#### Sheer drop release powerbomb
Conocida popularmente como Jackknife Powerbomb, en esta versión modificada de standing powerbomb el luchador atacante realiza un jackknife al chocar la espalda del oponente contra el suelo mediante seguir agarrando sus piernas al caer y arquear su espalda. Este es el movimiento final de Kevin Nash tanto en WWE, WCW y TNA.

### Straight jacket powerbomb
También conocida como cobra clutch powerbomb o ricola bomb, en este movimiento el usuario hace agacharse al oponente ante él y agarra sus brazos, cruzándolos sobre su pecho; entonces lo levanta tirando de ellos hasta voltearlo y apoyarlo sentado sobre sus hombros mirando en dirección contraria para luego impactarlo contra el piso dejándose caer.

### Sunset flip powerbomb

Ejecución de una leg trap sunset flip powerbomb.

En esta técnica, el usuario hace agacharse al oponente ante él y pasa sus piernas por detrás de las axilas del rival. Entonces, el usuario salta hacia delante describiendo una voltereta para que sus piernas, actuando de gancho en las axilas del otro, lo hagan incorporarse y, continuando la rotación, impactar su espalda contra el suelo mientras el usuario aterriza de forma sentada, después de haber realizado el giro. Este movimiento fue innovado por Yoshiyuki Saito bajo el nombre de Yoshi Tonic.

### Superbomb
El luchador atacante fuerza al adversario a ascender a la segunda o tercera cuerda, mientras él está de pie sobre la tercera mirando hacia el interior del ring. El usuario hace agacharse al oponente, metiendo su cabeza entre las piernas y abrazando su abdomen para levantarlo sobre los hombros mientras salta hacia adelante para caer a la lona (pudiendo ser en posición sitout, falling o cualquier otra), haciendo que la espalda del oponente choque contra el piso. 
En otra variación el oponente está sentado en la tercera cuerda. El luchador atacante escala hasta la cuerda y se sitúa de pie sobre él, haciéndolo agacharse para meter su cabeza entre sus piernas para levantarlo sobre los hombros abrazando el abdomen del otro, como en una powerbomb normal. Entonces el usuario salta hacia atrás de espaldas o girando 180° para impactar la espalda del oponente contra el suelo.

### Turnbuckle powerbomb
El usuario hace agacharse a un oponente y mete la cabeza entre sus piernas para levantarlo rodeando su abdomen con los brazos y sentarlo sobre sus hombros, como en una powerbomb normal; después de esto, se sitúa junto al rincón del ring y descarga el cuerpo del oponente contra el turnbuckle para causar un gran golpe en su espalda, este movimiento lo usa actualmente el luchador Michael Elgin y el luchador de WWE Seth Rollins lo utiliza como movimiento de firma.

### Vertical suplex powerbomb
El usuario levanta al oponente con la espalda vertical en el aire en forma de vertical suplex y empuja la parte superior de su cuerpo para acabar el movimiento en una sitout powerbomb. Este movimiento fue innovado por Kenta Kobashi.